# Rómulo Rossi
Rómulo Rossi Umpierres (Canelones, 29 de enero de 1879 - Montevideo, 2 de febrero de 1945) fue un político, periodista y escritor uruguayo.

## Biografía
Rómulo F. Rossi nació en Canelones en 1879, siendo sus padres Juan B. Rossi y Liberata Umpierres.

## Actividad política
En 1911 Rossi se convirtió en el segundo Intendente de Canelones, al suceder a Eduardo Lenzi, y fue el primero en ser electo por voto popular. Fue reelecto en 1914, dejando el cargo el 3 de enero de 1917 al culminar su segundo mandato; fue sucedido por Tomás Berreta.

## Actividad periodística
Integró durante años la redacción del diario La Mañana y muchos de los trabajos aparecidos en el mismo fueron el origen de libros que editaría con posterioridad. Algunas de sus obras narran hechos del pasado del Uruguay, en las que hace confluir además de la investigación histórica su vocación periodística. Tal es el caso de Episodios Históricos, publicada en Montevideo en 1923, en la que recoge entrevistas a varios protagonistas sobrevivientes de la Defensa de Paysandú. Asimismo, se pueden encontrar obras en las que el autor utiliza la narrativa para rescatar hechos históricos del anecdotario popular. Dentro de este estilo se pueden encontrar los cuatro volúmenes que conforman Recuerdos y crónicas de antaño, así como La anécdota del día y Hombres y anécdotas.

Desde que Montevideo se sintió ciudad empezaron los lecheros a hacer sus apariciones matinales, siendo los primeros peones de las chacras del Cordón, Miguelete, Manga, etc., que transportaban la leche hasta las casas de sus patrones, a lomo de caballo y en recipientes de barro, que en forma de damajuanas, venían de Europa con aceite de oliva. Estas "botijuelas" eran sujetadas en arandelas de cuero crudo, que pendían a ambos lados de la montura, denominada "basto". El aumento de la población determinó a algunos vascos a explorar el negocio de la lechería, y ellos fueron los primeros en dedicarse al reparto público. Antes de la Guerra Grande, las "botijuelas" de barro fueron sustituidas por los tarros de latón y la leche se vendía por cuartas, medida antigua, que equivale poco menos de medio litro.
Rómulo Rossi, "Recuerdos y crónicas de antaño"

## Obras
- Administración Municipal
- Recuerdos y crónicas de antaño (prólogo de Horacio Maldonado. Crónicas publicados en el diario La Mañana. Imprenta Peña Hnos. 1922)
- Episodios históricos (Imp. Peña Hnos. 1923)
- Recuerdos y crónicas de antaño vol. II (Imp. Peña Hnos. 1924)
- Recuerdos y crónicas de antaño vol. III (crónicas publicados en el diario La Mañana. Imp. Peña Hnos. 1928)
- Hombres y anécdotas (Imp. Peña Hnos. Encuadernado en Col. Median Lafinur. 1928)
- ¿Revolución o motín? Cuestas y el 4 de julio de 1898. (Imp. Gaceta comercial. 1932)
- ¡¡Tupambaé!! La reconquista del cadáver del Coronel Caballero (con prólogo de Tte. Cne. Raúl A. Michelini. 1935)
- De viejo y de nuevo cuño
- Episodios troyanos
- La anécdota del día
- Santos y su época
- De los tiempos heroicos